# Коломбетти-Перончини, Бруна
Бруна Коломбетти-Перончини  (итал. Bruna Colombetti-Peroncini; 27 января 1936, Милан — 26 июля 2008, Милан) — итальянская фехтовальщица на рапирах. Участница трёх Олимпийских игр. Чемпионка мира и бронзовый призёр Олимпийских игр 1960 года.

## Биография
Родилась в 1936 году в Милане. Являлась внучкой мастера фехтования Луиджи Коломбетти, благодаря родству с которым с раннего детства занималась фехтованием. В возрасте семнадцати лет в 1953 году выиграла бронзовую награду чемпионата мира в составе итальянской команды рапиристок. Два года спустя, в девятнадцать лет, она выиграла свою единственную индивидуальную медаль на чемпионатах мира в Риме в 1955 году. Уступив в финальном поединке венгерке Лидии Дёмёльки она довольствовалась серебром.
Удачные выступления позволили ей отобраться в сборную Италии на Олимпийские игр 1956 года в Мельбурне, в индивидуальном первенстве она дошла до финала в котором заняла 8-е место.
В 1957 году она стала чемпионкой мира в командных соревнованиях рапиристок, выиграв финале команду ФРГ. Далее в карьеры Бруна последовал пятилетний спад из которого ей все же удалось выйти. В 1962, 1963 и 1965 годах она становилась обладательницей бронзовых наград чемпионатов мира в командных соревнованиях рапиристок.
В 1960 году на домашней Олимпиаде в Риме Бруна выступала только в командном первенстве в сборной рапиристок Италии. В отборочной группе итальянки несмотря на поражение от будущих чемпионов игр — сборной СССР со счётом 4:9 заняли второе место в группе и вышли в раунд плей-офф олимпийского турнира. На стадии 1/4 финала итальянки победили сборную Польши (9:5) и вышли в 1/2 финала где им противостояла сборная Венгрии, полуфинальный поединок завершился со счётом 3:9 в пользу венгерок. Однако в матче за третье место сборная Италии смогла победить рапирситок из Германии со счётом 9:2, и тем самым выиграть бронзовые награды Олимпийских игр. Вместе с Бруной Коломбетти-Перончини в команде были: Ирен Камбер, Веледа Чезари, Клаудия Пазини и Антонелла Раньо-Лонци
На Олимпийских играх 1964 и 1968 годов Бруна Коломбетти принимала участие как в индивидуальных соревнованиях так и в командных. В командном первенстве итальянки на обоих Олимпиадах наталкиваются на непобедимую советскую сборную, которая доминировал в 1960-х годах наряду со сборной Венгрии. В индивидуальном же первенстве в 1964 году она попадает в первую восьмёрку, в 1968 году останавливает борьбу во втором квалификационном раунде.
Помимо международных успехов спортсменка имеет несколько титулов чемпионки Италии.
15 июня 1971 года Национальная академия фехтования Италии присвоила ей звание мастера фехтования. Она стала первым учителем и тренером (в Ассоциации фехтования Piccolo Teatro) своего племянника, шпажиста Альфредо Рота, позже завоевавшего олимпийскую золотую медаль в Сиднее в 2000 году.
Скончалась в возрасте 72 лет в своём родном городе.

## Награды

### Олимпийские игры
- Бронзовая медаль Олимпийских игр 1960 года в Риме.

### Чемпионаты мира по фехтованию
- Золотая медаль среди команд на чемпионате мира по фехтованию 1957 года в Париже.
- Серебряная медаль на чемпионате мира по фехтованию 1955 года в Риме.
- Серебряная медаль среди команд на чемпионате мира по фехтованию 1954 года в Люксембурге.
- Бронзовая медаль среди команд на чемпионате мира по фехтованию 1965 года в Париже.
- Бронзовая медаль среди команд на чемпионате мира по фехтованию 1963 года в Гданьске
- Бронзовая медаль среди команд на чемпионате мира по фехтованию 1962 года в Буэнос-Айресе.
- Бронзовая медаль среди команд на чемпионате мира по фехтованию 1955 года в Риме.
- Бронзовая медаль среди команд на чемпионате мира по фехтованию 1953 года в Брюсселе.